# Schilddrüsenautonomie
Unter einer Schilddrüsenautonomie versteht man eine Verselbstständigung von Teilen des Schilddrüsengewebes vom thyreotropen Regelkreis (Hypothalamus-Hypophyse-Schilddrüse), sodass die Produktion von Schilddrüsenhormonen nicht bedarfsgerecht stattfindet.
Die Inkretion der Schilddrüsenhormone erfolgt überwiegend in Abhängigkeit von diesem Regelkreis; ein Teil der Schilddrüsenzellen produziert aber auch beim Gesunden unabhängig davon Schilddrüsenhormone (physiologische basale Autonomie). Die Zunahme dieser autonomen Funktionsanteile kann unter bestimmten Bedingungen zu einer Schilddrüsenüberfunktion führen.

## Ursachen
Für die autonomen Gewebe ist Jodmangel als wesentlicher Einflussfaktor anzusehen. 1990 wurden bei der unifokalen Schilddrüsenautonomie die ersten somatischen heterozygoten Mutationen im Gs-alpha-Protein-Gen und 1993 im TSH-Rezeptorgen entdeckt. Beide führen zu einer konstitutiven Aktivierung der cAMP-Kaskade in der mutierten Schilddrüsenzelle und stimulieren dabei Wachstum und Hormonproduktion der Zellen. Diese Genmutationen finden sich nicht außerhalb autonomer Bezirke und werden daher als ursächlich betrachtet. Ein Zusammenhang zwischen den Genmutationen und Jodmangel konnte bislang nicht nachgewiesen werden. Es wird jedoch diskutiert, ob die gesteigerte Radikalbelastung unter Jod- und Selenmangel die Mutationen begünstigt. Mittlerweile sind rund 30 Punktmutationen bekannt, die eine Autonomie auslösen. Neben den häufigeren somatischen Mutationen wurden auch Mutationen beobachtet, die in autosomal-dominantem Erbgang an die Nachkommen weitergegeben werden können.

## Diagnostik
Zur Diagnose ist die Schilddrüsenszintigraphie unumgänglich. Da sich die bei dieser Untersuchung eingesetzten Substanzen (99mTc-Pertechnetat oder 131Jod) nur in aktiven, also hormonproduzierenden, Schilddrüsenzellen anreichern (Tracersubstanz), fehlt die Darstellung von inaktivem Schilddrüsengewebe (supprimiertes TSH, daher keine Hormonproduktion). Autonomes Schilddrüsengewebe stellt sich trotz fehlendem TSH (maximale Suppression) dar, da es unabhängig vom TSH-Spiegel stoffwechselaktiv ist.

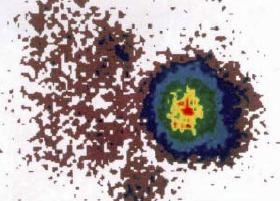
Szintigrafie eines autonomen Adenoms

- Sind ein oder mehrere Abschnitte der Schilddrüse übermäßig aktiv, so spricht man von „Adenom(en)“. Im Falle, dass diese Abschnitte mehr Hormone produzieren, als der Körper benötigt (dekompensierte(s) Adenom(e) - Hyperthyreose), werden die anderen Anteile der Schilddrüse durch den thyreotropen Regelkreis unterdrückt, reichern also die Tracersubstanz nicht an und stellen sich somit nur äußerst flau dar. Entsprechend Anzahl und Verteilung der autonomen Anteile unterscheidet man das Autonome Adenom („heißer Knoten“), die multifokale Autonomie (mehrere bis viele „heiße Knoten“) und die disseminierte Autonomie (über die gesamte Schilddrüse verteilte Zunahme autonomen Gewebes).
- Zur Differenzierung zwischen der auch beim Gesunden vorhandenen physiologischen Autonomie und einer pathologisch erhöhten (kompensierte(s) Schilddrüsenadenom(e)) beim euthyreoten Patienten dient die Suppressionsszintigrafie. Dabei werden Schilddrüsenhormone gegeben, um über den thyreotropen Regelkreis eine Verminderung des TSH-Spiegels im Blut hervorzurufen (und damit die Hormonproduktion in nicht-autonomem Schilddrüsengewebe zu unterdrücken und folglich auch die Aufnahme der Tracersubstanz). Im Szintigramm stellen sich dann nur die autonomen Bezirke dar. Ein Gesamt-Tc-Uptake (Aufnahme) in der Schilddrüse über drei Prozent unter Suppressionsbedingungen weist auf ein hohes Risiko zur Entwicklung einer Hyperthyreose nach Jodexposition hin.

## Therapie
Die Therapie orientiert sich an Ursache und Ausprägung der Autonomie. In der frühen Phase und fehlender manifester Hyperthyreose wird Jodid ggf. auch in einer Kombination mit Thyroxin eingesetzt. Hat die Autonomie bereits zu einer manifesten Hyperthyreose geführt, sind Thyreostatika angezeigt, um eine Normalisierung des Schilddrüsenhormonspiegels im Blut zu erreichen. Die definitive Therapie besteht in einer Eradikation des pathologisch vermehrten autonomen Gewebes; hierzu eignen sich Schilddrüsenresektion (Operation) und Radiojodtherapie.